# FLV-Media Player
Der FLV-Media Player ist ein vom Browser unabhängiger und eigenständiger Medienspieler für das im World Wide Web gängige Adobe Flash-Video-Format (FLV). Der FLV-Media Player unterstützt das Öffnen und Speichern von Flash-Video-Daten auf lokalen Datenträgern (einschließlich Wechselmedien), es können aber auch Flash-Video-Medien direkt aus dem Internet (Streams) abgespielt und auf lokalen Datenträgern gesichert werden. Seit Version 1.53 wird auch das Abspielen von XPL-Playlisten Dateien im Format FLV-XPL V1.0 unterstützt. Mit der aktuellen Version können auch hochauflösende FLV-HD-Videos im H.264-Format (480p/720p/1080p) abgespielt werden.

## Dateiformate
| Dateiformat | Standard | VP6  | H264 | Sorenson H.263 | Beschreibung                                                                      |
| ----------- | -------- | ---- | ---- | -------------- | --------------------------------------------------------------------------------- |
| .3gp        | nein     | ja   | ja   | nein           | Video-Format                                                                      |
| .3gpp       | nein     | ja   | ja   | nein           | Video-Format                                                                      |
| .aac        | ja       | nein | nein | nein           | Audio-Format (HD und Standard AAC)                                                |
| .f4a        | ja       | ja   | ja   | nein           | Audio für Adobe Flash Player                                                      |
| .f4b        | ja       | ja   | ja   | ja             | Audio Book für Adobe Flash Player                                                 |
| .f4p        | ja       | ja   | ja   | ja             | Geschütztes Video für Adobe Flash Player                                          |
| .f4v        | ja       | ja   | ja   | ja             | Video für Adobe Flash Player                                                      |
| .flv        | ja       | ja   | ja   | ja             | Video für Adobe Flash Player                                                      |
| .m4a        | ja       | ja   | ja   | nein           | Audio-Format (Podcast)                                                            |
| .m4v        | nein     | ja   | ja   | nein           | Video-Format (iPhone)                                                             |
| .mov        | nein     | ja   | ja   | nein           | Video-Format                                                                      |
| .mp3        | ja       | nein | nein | nein           | Audio-Format                                                                      |
| .mp4        | nein     | ja   | ja   | nein           | Video-Format                                                                      |
| .pls        | ja       | nein | nein | nein           | Winamp PLS-Playlisten-Format (zurzeit nur lokale Dateien oder online via Port 80) |
| .xpl        | ja       | nein | nein | nein           | XML-Playlisten-Format                                                             |

## Geschichte
Ursprünglich als Studienprojekt begonnen, entwickelte sich der FLV-Media Player bald zu einem Projekt mit festem Stellenwert. Das Programm wurde erstmals im November 2006 veröffentlicht. Die dem Player zugrunde liegende Codebasis wurde direkt unter Adobe Flash und MDM Zinc erstellt. Zurzeit gibt es den FLV-Media Player nur für Windows-Systeme ab Version 2000.